# Dama e gentiluomo in nero
Dama e gentiluomo in nero, anche noto come Jan Pietersz. Bruyningh e sua moglie Hillegont Pietersdr. Moutmaker è un dipinto realizzato nel 1633 dall'artista olandese Rembrandt. La tela raffigura un marito e una moglie benvestiti. Faceva parte della collezione del Isabella Stewart Gardner Museum di Boston, prima di essere rubato, insieme ad altre 12 opere, nel furto messo in atto nel 1990.

## Storia
La paternità dell'opera è stata a lungo dibattuta. Nel 1987, il Rembrandt Research Project (RRP) non ritenne il dipinto opera dell'artista, considerandolo invece prodotto dalla sua bottega. Tuttavia, lo stesso RRP valutò diversamente la tela, attribuendola nuovamente al Rembrandt nel 2015, inserendola nella raccolta dello stesso anno con la denominazione Ritratto di coppia in un interno. Gli esami ai raggi X hanno rivelato che originariamente la scena includeva anche un bambino, appoggiato sulla gamba della gentildonna: gli storici dell'arte ritengono che il bambino sia morto prematuramente e, conseguentemente, la coppia abbia chiesto che fosse rimosso dal dipinto per non far riaffiorare ricordi dolorosi.
Bernard Berenson acquistò l'opera per conto della collezionista Isabella Stewart Gardner, nella cui collezione è stata conservata fino al suo furto avvenuto il 18 marzo 1990. In seguito alla sua sottrazione, il dipinto non è stato più ritrovato. Un premio è messo in palio per chiunque restituisca le opere rubate.